# 이규완 (1901년)
이규완(李圭完, 1901년 6월 15일 ~ 1961년 5월 7일)은 일제강점기의 독립운동가이다. 1919년 3.1 만세 운동 직후 이에 호응하여 발생한 경기도 안성군 원곡면, 양성면 일대의 3·1 운동에 참여, 주도하였다. 만세 운동 진행 중 그는 원곡면과 양성면의 약 2,000여 명의 청년들과 함께 양성면 경찰주재소를 습격, 시위대열의 선두에 서서 주재소를 방화하고 일본 경찰주재소를 파괴, 방화하였다. 1977년 건국포장이 추서되고 다시 1990년 건국훈장 애국장이 추서되었다. 경기도 안성 출신.

## 생애
그는 경기도 안성(安城)에서 태어났다. 1919년 전국에서 3·1운동이 일어나자 이에 호응하여 안성군 원곡면과 양성면의 만세 운동을 주도하였다. 이어 4월 1일 이유석(李裕奭), 홍찬섭(洪燦燮), 이덕순(李德順), 최은식(崔殷植) 등이 주도한 안성군(현재 안성시) 원곡면과 양성면 일대의 독립만세운동에 참여하였다. 4월 1일 오후 8시경 그는 홍창섭(洪昌燮) 등으로부터 3.1 만세 운동에 호응한 독립 만세 운동에 대한 계획을 전달받고 원곡면 외가천리에 있던 원곡면사무소 앞에서 1,000여명의 만세시위군중과 독립만세를 외치고, 양성면 동항리(東恒里)로 이동, 가두시위를 벌였다. 시위대를 이끌고 양성면에 도착한 뒤 그는 만세 시위 주동자들과 함께 주민들에게 만세운동에 대한 취지를 연설하였다. 원곡면과 양성면 경계에 있는 고개에 이르러, 이유석(李裕奭)을 비롯한 주동자들이 독립만세운동에 대한 취지를 역설하고, 양성면과 원곡면내의 일본 헌병대, 면사무소, 우편소 등을 파괴하고 일본인거주자를 축출하기로 결의하였다. 이어 양성·원곡의 경찰주재소, 면사무소, 우편소 등을 습격, 이들 시설을 파괴하고 일본인 거주자를 몰아내기로 결의하였다.
이때 그는 양성면민들로 구성된 만세시위대와 함께 경찰주재소 앞에서 독립만세를 외치다가 해산하고 돌아가던 길에 원곡면에서 행진하여오던 시위대와 합세하여 다시 주재소로 쇄도하였다. 계속하여 양성면으로 행진하다가 양성면에서 만세시위를 벌인 뒤 해산하고 돌아가던 양성면민 1,000여 명을 만나 이들을 합류시켜 다시 양성면 경찰주재소로 향하였다.
이때 그는 시위대의 선두에 서서 주재소에 투석하고 방화하였다. 그날 오후 10시쯤 주재소에 도착한 이규완은 조경수(趙慶洙), 정문명(鄭文明) 등과 함께 시위대열을 이끌고 양성경찰소를 습격, 방화한 데 이어 양성 우편소로 이동하여 기물을 파괴하고 통신을 두절시켰다. 그는 곧 출동한 일본경찰에 체포되었다. 이어서 양성우편소로 달려가 정문을 파괴하고 방화, 소각하였다. 항쟁중 검거되어 투옥, 2년간 수감되었으며 다시 1921년 1월 22일 경성복심법원에서 징역 7년형을 선고받고 7년간의 옥고를 더 치렀다. 사후 1977년 건국포장이 추서되었고, 다시 1990년 건국훈장 애국장이 추서되었다.

## 같이 보기
- 3.1 운동